# Chloridolum bivittaticollis
Chloridolum bivittaticollis là một loài bọ cánh cứng trong họ Cerambycidae.